# Bresnica Požeška
Bresnica Požeška är en ort i Kroatien.   Den ligger i länet Slavonien, i den östra delen av landet, 150 km öster om huvudstaden Zagreb. Bresnica Požeška ligger 139 meter över havet och antalet invånare är 274.
Terrängen runt Bresnica Požeška är varierad. Runt Bresnica Požeška är det ganska glesbefolkat, med 23 invånare per kvadratkilometer. Närmaste större samhälle är Požega, 10,4 km nordväst om Bresnica Požeška. Trakten runt Bresnica Požeška består till största delen av jordbruksmark.